# 恰村
恰村，是西班牙阿拉贡自治区韦斯卡省的一个市镇。总面积25.95平方公里，总人口86人（2018年），人口密度3.93人/平方公里。